# Psathyrella orbicularis
Psathyrella orbicularis är en svampart som tillhör divisionen basidiesvampar, och som först beskrevs av Henri Romagnesi, och fick sitt nu gällande namn av Kits van Wav. Psathyrella orbicularis ingår i släktet Psathyrella, och familjen Psathyrellaceae. Arten är reproducerande i Sverige.